# وچینیک
وچینیک (به لاتین: Vchynice) یک ناحیه در جمهوری چک است که در Litoměřice District واقع شده‌است.

## خصوصیات
وچینیک ۵٫۲۱ کیلومترمربع مساحت و ۳۰۵ نفر جمعیت دارد و ۲۰۴ متر بالاتر از سطح دریا واقع شده‌است.